# 昂西勒弗朗
昂西勒弗朗（法語：Ancy-le-Franc，法語發音：[ɑ̃si lə fʁɑ̃]）是法国勃艮第-弗朗什-孔泰大区约讷省的一个市镇，位于该省南部，属于阿瓦隆区。

## 地理
昂西勒弗朗（47°46'35"N, 4°9'46"E）面积19.65 平方千米，位于法国勃艮第-弗朗什-孔泰大區约讷省，该省份为法国中北部内陆省份，西接卢瓦雷省，西北接塞纳-马恩省，南至涅夫勒省，东临科多尔省，东北与奥布省接壤。
与昂西勒弗朗接壤的市镇（或旧市镇、城区）包括：格朗、昂西勒利布尔、阿尔芒松河畔阿让特伊、沙西涅勒、菲尔维、阿尔芒松河畔帕西、维利耶莱欧。

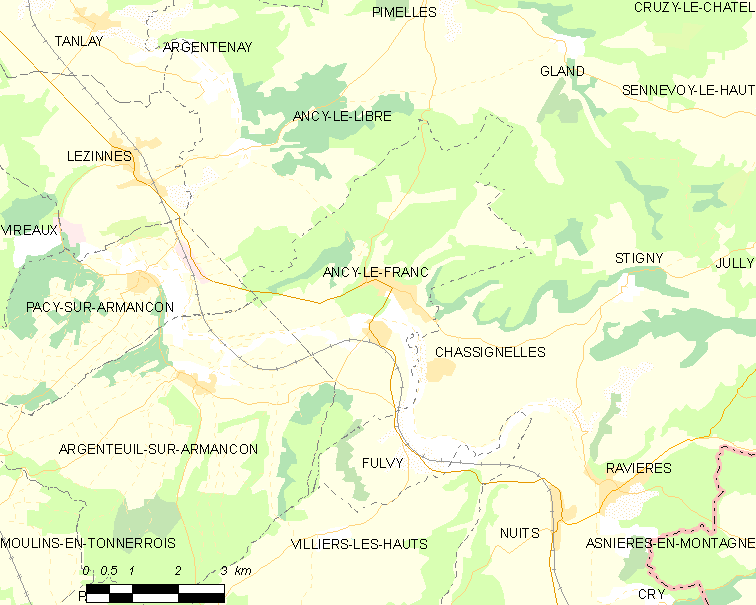
昂西勒弗朗的OSM定位图

昂西勒弗朗的时区为UTC+01:00、UTC+02:00（夏令时）。

## 行政
昂西勒弗朗的邮政编码为89160，INSEE市镇编码为89005。

## 政治
昂西勒弗朗所属的省级选区为托内鲁瓦县。

## 人口

1962-2008年间昂西勒弗朗人口变化图示

昂西勒弗朗于2022年1月1日时的人口数量为837人。